# El Tapihue Airport
El Tapihue Airport är en flygplats i Chile. Den ligger i provinsen Provincia de Valparaíso och regionen Región de Valparaíso, i den södra delen av landet, 70 km väster om huvudstaden Santiago de Chile. El Tapihue Airport ligger 286 meter över havet.
Terrängen runt El Tapihue Airport är kuperad åt sydväst, men åt nordost är den platt. Närmaste större samhälle är Casablanca, 6,6 km väster om El Tapihue Airport.
I omgivningarna runt El Tapihue Airport växer huvudsakligen savannskog. Runt El Tapihue Airport är det ganska glesbefolkat, med 35 invånare per kvadratkilometer.